# Drieberhausen
Drieberhausen ist ein Ortsteil von Gummersbach im Oberbergischen Kreis im südlichen Nordrhein-Westfalen, Deutschland.

## Geographie
Drieberhausen liegt rund zehn Kilometer nordöstlich des Gummersbacher Stadtzentrums und etwa sieben Kilometer südwestlich der Nachbarstadt Meinerzhagen.

## Geschichte
Die Ortschaft entstand im 10./11. Jahrhundert und etwa zur gleichen Zeit wie der Nachbarort Lieberhausen. 1386 wurde der Ort in der Gedächtnisstiftung der Klosterjungfrau Bele von Eppingbrecht für das Kloster Drolshagen aus ihrem Gutshof in Drobirhuesin erstmals urkundlich erwähnt.

## Freizeit
Folgende Wanderwege werden vom Wanderparkplatz Drieberhausen vom SGV angeboten:
- A1 (4,5 km) – A2 (9,8 km) – A3 (7,4 km)

## Persönlichkeiten
In Drieberhausen geboren:
- Johann Moritz von Viebahn (1684–1739), preußischer Minister und Gesandter

## Verkehr
Drieberhausen ist nur mittelbar an den ÖPNV angeschlossen. Man erreicht ihn mit der Buslinie 318 (Gummersbach – Niedernhagen – Lieberhausen/Piene/Pernze, Haltestelle Lieberhausen oder Koverstein, ab dort etwa 1,5 Kilometer Fußweg).